# Wave Another Day Goodbye
Wave Another Day Goodbye är Ronderlins debutalbum, utgivet 2003 på Labrador. Skivan kom även ut i en jewelcase-utgåva på det spanska skivbolaget DiscMedi/Blau.

## Låtlista
Musik skriven av Ronderlin. Texter skrivna av Kalle Grahm.
1. "You Made Somebody Want You" - 3:05
2. "Reflected" - 3:25
3. "Life Brings on a Shiver" - 3:17
4. "Wave Another Day Goodbye" - 2:43
5. "Icy Fingers" - 1:31
6. "Time for Farming Soon" - 4:24
7. "She Stays at Home" - 2:30
8. "Summer Likes the Wind" - 2:28
9. "Sweet Nothings" - 2:46
10. "The Man with the Magpie" - 2:04
11. "Black Eyebrows" - 3:42
12. "Everything's Just Fine" - 2:55

## Personal
- Anders Kvarnmark - mixning
- Isak Edh - inspelningstekniker
- Johan Lindwall - bakgrundssång, gitarr
- Kalle Grahm - sång
- Lukas Möllersten - layout
- Mats Lundqvist - gitarr
- Per Larsson - keyboards
- Per Lindblom - mastering
- Rasmus Hägg - fotografi
- Styrbjörn Ekman - bas
- Tommy Dannefjord - trummor

### Fotnoter
1. ↑  ”Wave Another Day Goodbye”. Discogs.com. http://www.discogs.com/Ronderlin-Wave-Another-Day-Goodbye/release/2216705. Läst 18 december 2011.